# Conte di Cavan
Conte di Cavan è un titolo nobiliare inglese nella Parìa d'Irlanda.

## Storia

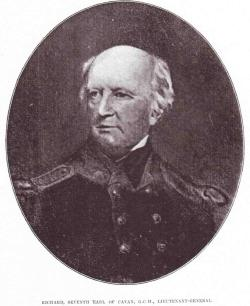
Richard Lambart, VII conte di Cavan

Il titolo venne creato nel 1647 per Charles Lambart, II barone Lambart. Egli venne creato anche Visconte Kilcoursie, nella King's County, sempre nella parìa d'Irlanda. Lord Cavan era figlio di Oliver Lambart, che era stato elevato nella parìa d'Irlanda con il titolo di Lord Lambart, Barone di Cavan nella contea di Cavan, nel 1618.
Il VII conte di Cavan fu un generale durante le guerre napoleoniche e venne succeduto da suo nipote, l'VIII conte. Il X conte fu comandante militare durante la prima guerra mondiale e poi feldmaresciallo e Chief of the Imperial General Staff. Dal momento che morì senza eredi maschi il titolo venne ceduto a suo fratello minore, l'XI conte. Quando il XII conte morì il titolo passò a Roger Cavan Lambart, un discendente del VII conte.

## Baroni Lambart (1618)
- Oliver Lambart, I barone Lambart (m. 1618)
- Charles Lambart, II barone Lambart (creato Conte di Cavan nel 1647)

## Conti di Cavan (1647)
- Charles Lambart, I conte di Cavan (1600–1660)
- Richard Lambart, II conte di Cavan (morto nel 1690)
- Charles Lambart, III conte di Cavan (1649–1702)
  - Charles Lambart, lord Lambart (m. circa 1689)
- Richard Lambart, IV conte di Cavan (morto nel 1742)
  - Gilbert Lambart, lord Lambart (m. prima del 1742)
- Ford Lambart, V conte di Cavan (1718–1772)
- Richard Lambart, VI conte di Cavan (morto nel 1778)
- Richard Ford William Lambart, VII conte di Cavan (1763–1837)
  - Richard Henry Robert Gilbert Lambart, visconte Kilcoursie (1783–1785)
  - Richard Henry Lambart, visconte Kilcoursie (1788–1788)
  - George Frederick Augustus Lambart, visconte Kilcoursie (1789–1828)
- Frederick John William Lambart, VIII conte di Cavan (1815–1887)
- Frederick Edward Gould Lambart, IX conte di Cavan (1839–1900)
- Frederick Rudolph Lambart, X conte di Cavan (1865–1946)
- Horace Edward Samuel Lambart, XI conte di Cavan (1878–1950)
- Michael Edward Oliver Lambart, XII conte di Cavan (1911–1988)
- Roger Cavan Lambart, XIII conte di Cavan (n. 1944)

Non vi sono eredi diretti per questo titolo per questo è conteso da rami collaterali.